# Poldy Bird
Poldy María Delia Bird (* 16. Dezember 1941 in Paraná; † 1. Juni 2018 in Buenos Aires) war eine argentinische Schriftstellerin.

## Leben
Bird war die Tochter von Leopoldina Emilia Lichtschein Laferriere de Bird Mosconi, die ebenfalls Schriftstellerin war und von der sie den Vornamen erhielt, und Enrique Bird Mosconi, dem Neffen des Militäringenieurs und Erdölexplorateur General Enrique Mosconi. Als sie 45 Tage alt war, zog die Familie nach Buenos Aires. Im Alter von acht Jahren wurde sie nach einem Unfall der Mutter zur Halbwaise.
Im Alter von 16 Jahren veröffentlichte sie ein Gedicht in der Zeitung La Prensa und weitere Beiträge in Zeitschriften wie Maribel und Vosotras. Da ihr Vater beim Militär war, ließ sich ihre Familie während ihrer Schulzeit für vier Jahre in Monte Caseros (Provinz Corrientes) nieder.
Sie heiratete Martín Renaud, den sie im Alter von 17 Jahren kennengelernt hatte, und bekam mit 20 Jahren ihre erste Tochter, Verónica. Dann begann sie, das Werk zu schreiben, das sie berühmt machen sollte, ihr Buch Cuentos para Verónica wurde 1969 veröffentlicht. Im Jahr 1971 veröffentlichte sie Cuentos para leer sin rimel („Geschichten zum Lesen ohne Schminke“). Von diesen beiden Büchern wurden im Laufe der Jahre und mehreren Auflagen rund 3,6 Millionen Exemplare verkauft.
1975 beendete sie ihre Tätigkeit als Leiterin der Zeitschrift Vosotras und gründete zusammen mit ihrem Mann einen Verlag. So entstand Editorial Orión, wo neben ihren Büchern auch andere bekannte Autoren wie Katherine Mansfield, Arnaldo Rascovsky, Antonio di Benedetto, Silvina Ocampo und eine Kinderbuchreihe namens Colección Tobogán veröffentlicht wurden. Im Jahr 1979 starb ihr Mann an einem Herzinfarkt.
Im Jahr 1980 wurde ihre Geschichte Mamá de niebla als Film Días de ilusión unter der Regie von Fernando Ayala und mit Andrea Del Boca in der Hauptrolle verfilmt.
Im Jahr 2001 schloss infolge der Argentinien-Krise der Verlag. Am 25. Oktober 2008 erlag ihre Tochter Verónica einem Schlaganfall und starb an den Folgen einer Atemwegserkrankung.
Bird starb 2018 im Alter von 76 Jahren im Krankenhaus Ramos Mejía in Buenos Aires an einem Atemwegsproblem.

## Werk
- Cuentos para Verónica (1969)
- Cuentos para leer sin rímmel (1971)
- Cuentos con niebla (1973)
- Cuentos de amor (1974)
- Nuevos cuentos para Verónica (1975)
- La nostalgia (1976)
- El país de la infancia (1977)
- Palabras para mi hija adolescente  (1980)
- Nosotros, los de entonces, ya no somos los mismos (1981)
- Mariposas encerradas en mí (1988)
- Es tan largo el olvido (1989)
- Corazón sin llave (1993)
- Brillo de lágrimas (1994)
- Cartas debajo de la almohada (1995)
- Ventanas (1985)
- Durará lo que dure el mundo (1998)
- Pasa una mujer (2007)
- Romper las cadenas (2008)
- El cuento infinito (2009)
- Tan amada  (2010)
- Verónica crece
- Lo que tengo de mi madre
- Morir entre tus brazos
- Ya vendieron el piano